# پاپاق‌چیلر
پاپاق‌چیلر (به ترکی آذربایجانی: Papaqçılar) یک منطقه مسکونی در جمهوری آذربایجان است که در شهرستان تووز واقع شده‌است. پاپاق‌چیلر ۱۳۸۷ نفر جمعیت دارد.